# Josua ben Josef Lorki
Josua ben Josef Lorki, auch Joshua Halorki (hebräisch יהושע הלורקי) (* in Lorca; † um 1419) war ein jüdischer Arzt, der zum Christentum konvertierte und danach als Jerónimo de Santa Fe heftig gegen das Judentum polemisierte.

## Leben
Lorki war ein Schüler von Salomon ha-Levi (Paulus de Santa Maria). Für Don Benveniste de la Cavallería verfasste er auf Arabisch eine Abhandlung über Pflanzen, Kräuter und deren therapeutische Anwendung. Sie wurde von Don Vidal Joseph ins Hebräische übersetzt.
Als Lorkis Lehrer Salomon ha-Levi 1391 zum Christentum übertrat, schrieb Lorki einen Brief an ihn und bedauerte darin dessen Konversion. Der Brief enthielt Argumente gegen die Messianität Jesu und andere christliche Dogmen.
Vermutlich unter dem Einfluss von Vinzenz Ferrer trat Lorki selbst 1412 zum Christentum über. In Anlehnung an den Kirchenvater Hieronymus nannte er sich Jerónimo (Hieronymus de Sancta Fide). Kurz nach seiner Taufe war er mitbeteiligt an der Initiierung und Durchführung der Disputation von Tortosa.
Lorki verfasste zwei antijüdische Polemiken, Contra perfidiam Judaeorum, worin v. a. das Kommen des Messias behandelt wird, sowie im August 1412 in lateinischer und hebräischer Sprache, De Judaeis erroribus ex Talmuth [o. Talmude] improbitur, et dicitur liber contra errores Judaeorum, worin mehrere Talmudstellen behandelt werden.

## Disputation von Tortosa
Dieses erzwungene „Religionsgespräch“ (Wikkuach, Disputation) war wohl eine Fortsetzung der spanischen Judenverfolgungen von 1391 und der anschließenden Zwangstaufen. Es erstreckte sich über anderthalb Jahre von 1413 bis 1414. Einberufen wurde es vom Gegenpapst Benedikt XIII.; Disputationsort war der Palast des Erzbischofs, nach mündlichen Verhandlungen folgten Briefwechsel.
Lorki trat als Vertreter der christlichen Anklage auf. Grundlage der Disputation war sein Traktat über „Jüdische Fehler“ im oder aus dem Talmud. Die jüdischen Vertreter, darunter die wichtigsten jüdischen Gelehrten Aragoniens, etwa Josef Albo, hatten auf die Vorwürfe zu antworten und keine eigene Redefreiheit. Die christliche Partei, vertreten auch von Bertrand und Alvarez d’Alarcon, folgte einer auch etwa von Pablo Christiani 1263 in Barcelona vorgelegten Argumentationslinie, die vermeintliche Weissagungen über den Messias im Talmud bzw. in Midraschim aufzeigen und auf Jesus beziehen wollte. Die jüdischen Vertreter folgten ebenfalls der bereits in Barcelona, hier von Nachmanides verfolgten Argumentationslinie: die talmudischen Haggadot seien ohnehin nicht verbindlich, auch der Messiasglaube nicht.
Die Ergebnisse der Disputation wurden in der Papstbulle Etsi Doctoris Gentium veröffentlicht. Sie beinhaltete ein teilweises Talmud-Verbot, Einschränkungen in der Berufsausübung, weitergehende Segregation und die Pflicht, mehrmals im Jahr christliche Predigten anzuhören. Die Demoralisierung unter den Juden war groß. Tausende ließen sich in der Folge taufen. Der Ausgang war Vorbote der Vertreibung der Juden aus Spanien.

## Rezeption
Wegen seiner antijüdischen Polemik wurde Lorki auch M'gadef (Ketzer) genannt, eine Verballhornung, gebildet aus den Anfangsbuchstaben von Maestre Gerónimo de (Santa) Fe.
Benedikt XIII. wurde auf dem Konzil von Konstanz 1415 abgesetzt. Seither hatte auch Lorki kaum noch Einfluss. Seine beiden judenfeindliche Traktate fanden große Verbreitung in Europa. Sie sind in vier Handschriften überliefert und wurden 1468 in Augsburg und 1552 bei A. Gesnerus und R. Wiesenbachus in Zürich gedruckt, sowie 1602 in Frankfurt, unter dem Titel Hebraeomastix, vindex impietatis et perfidiae judaicae, quo deteguntur ac firmissimis argumentis refutantur enormes et nefarii Judaeorum eorumque Talmud errores atque superstitiones, meist kurz Hebraomastix (Geisel der Juden), hier mit Beilage von Nikolaus von Lyra, De probatione adventus Christi per scripturas a Judaeis espanola (1309), und wurde auch in die Bibliotheca Maxima Veterum Patrum aufgenommen.

## Werke
- Contra perfidiam Judaeorum
- De Judaeis erroribus ex Talmut (Hebraeomastix)
  - Jerónimo de Santa Fe: El tratado ‘De iudaicis erroribus ex Talmut, eingeleitet und kommentiert von Moisés Orfali, Madrid 1987.
  - Jerónimo de Santa Fe: Errores y falsedades del Talmud, hrsg. v. Carlos del Valle, Obras Completas, Band 1, Madrid 2006, ISBN 84-88324-26-X.
- L. Landau (Hrsg.): Das apologetische Schreiben des Josua Lorki an den Abtrünnigen Don Salomon ha-Levi (Paulus de Santa Maria). Antwerpen 1906.